# キティー・ウィルキンソン
キャサリン・ウィルキンソン（英: Catherine Wilkinson、1786年 - 1860年11月11日）は、アイルランド出身のイギリスの家庭内労働者（家政婦）、クリーニング屋、後に公衆浴場管理人。「労働者の妻（wife of a labourer）」であり、「スラム街の聖女（Saint of the Slums）」として知られるようになった人物である。1832年にコレラが流行したとき、近所でただ一人ボイラーを持っていたため、感染した衣服やリネンを持つ人々にボイラーを貸し、多くの命を救った。これはリヴァプール初の公共洗濯場であり、10年後には彼女の尽力によって公的資金でイギリス（グレートブリテン及びアイルランド連合王国）で初となる洗濯場と公衆浴場が一体化した施設がオープンした。通称キティー・ウィルキンソン（Kitty Wilkinson）。

## 出生
ウィルキンソンはアイルランドのロンドンデリー県にキャサリン・スィーワード（Catherine Seaward）として生まれた。9歳の時に家族でリヴァプールにやってきたが、その際船がマージー川で座礁し、父と妹は溺死した。12歳の時、彼女はランカシャーのキャトン＝ウィズ＝リトルデールの綿工場で働き始め、年季奉公をすることになった。20歳の時に工場を去り、リヴァプールにいた母親と家庭内労働者（家事代行、家政婦）として働きながら一緒に暮らすようになった。1812年に船乗りのエマニュエル・ディモンティー（Emanuel Demontee）と結婚したが、母親はキャサリンと同居を続けた。二人の子供が続けて生まれたが、夫は海で溺死したため、彼女は再び家政婦に戻った。しかし、その後まもなく、皺伸ばし機を授かると、クリーニング屋に転身。1823年には倉庫のポーター（荷物運搬人）であるトム・ウィルキンソンと結婚し、キャサリンが借りていたデニソン・ストリート（Denison Street）の家に住み続けた。

## コレラとの闘い
1832年、リヴァプールではコレラが発生した。1826年から1837年にかけてのコレラ大流行の一環であるとみなされている。ウィルキンソンは率先して、1週間に1ペニーで自身のボイラー、家、庭を近隣住民に提供し、さらに住民たちに洗濯をして塩化石灰で清潔にする方法を示してみせた。衣類を煮沸するボイラーによってコレラ菌を殺すことができたのである。こうした活動が注目されると、ウィルキンソンはディストリクト共済（District Provident Society）とウィリアム・ラスボーン5世の支援を受けるようになった。病気と闘うには清潔さが重要だと考えていたキャサリンは、貧しい人々も入浴できるような公衆浴場の設立を推進した。1842年、リヴァプールのアッパー・フレデリック・ストリート（Upper Fredrick Street）に公衆浴場と洗濯場を合わせた施設がオープンし、1846年にウィルキンソンは公衆浴場の管理人に任命された。

## 晩年・死後
1846年、市長はウィルキンソンに、「女王、王太后、リヴァプールの婦人たちからキャサリン・ウィルキンソンへ、1846年。（The Queen, the Queen Dowager, and the Ladies of Liverpool to Catherine Wilkinson, 1846.）」と刻まれたヴィクトリア女王からの銀のティーポットを贈った。1860年にウィルキンソンはリヴァプールで亡くなり、セント・ジェームス墓地（St. James Cemetery）に埋葬された。碑文にはこのようにある。
CATHERINE WILKINSON. Died 11 November 1860, aged 73. Indefatigable and self-denying She was the Widow's friend. The support of the Orphan. The fearless and unwearied nurse of the sick. The originator of Baths and Wash-houses for the poor. 'For all they did cast in of their abundance; but she of her want did cast in all that she had, even all her living.' St. Mark, 12th Chapter, 44th Verse.
（キャサリン・ウィルキンソン - 1860年11月11日死去、享年73。克己的で不撓不屈の精神を持った彼女は、未亡人の友人、孤児の支え、恐れや疲れを知らない病人の看護者、貧しい人々のための浴場・洗濯場の創設者であった。「人々はみな、自分の生活の豊かさから投げ出したが、彼女は自分の持っているものすべて、生活すべてを投げ出した。」（聖マルコ 第12章44節）
2012年、ウィルキンソンの大理石像がセント・ジョージ・ホールで除幕された。2017年5月には、リヴァプール大学の学生によってリヴァプール・ギルドの建物のある一室の名前を変更するための投票が行われ、1,400票の投票の結果「Kitty Wilkinson room」と改名することが決まった。2018年には、ウィルキンソンにちなんで名付けられた非営利のキティーズ・コインランドリー（Kitty's Laundrette）が、エヴァートン（Everton）に開店した。

## 伝記
1910年、ウィニフレッド・ラスボーンによって『キティ・ウィルキンソンの生涯（The Life of Kitty Wilkinson）』が出版され、それまで『チェンバース雑誌（Chambers' Miscellany）』の「キャサリン・オブ・リヴァプール」に書かれていたよりも、より正確な彼女の生涯が語られるようになった。